# Streptococcus mutans
Streptococcus mutans je druh bakterie, která obvykle žije v ústní dutině člověka. Tato bakterie se přichycuje na zubech a vylučuje žíravou kyselinu. Toto přichycení umožňuje sacharidový polymer, který tvoří hlavní součást zubního plaku. Bakterie Streptococcus mutans se obvykle přenášejí z dospělých na děti a po přesunu se v ústech usadí a napadají nově se vytvářející zuby. Bakterie Streptococcus mutans se množí při teplotě 18–40 stupňů Celsia.